# Puig de Sant Isidre (Sitges)
El Puig de Sant Isidre és una muntanya de 272 metres que es troba al municipi de Sitges, a la comarca del Garraf.